# Tony Manero (película)
Tony Manero es un filme chileno del año 2008 del director Pablo Larraín. Cuenta con la participación de los actores Alfredo Castro, Amparo Noguera, Héctor Morales, Paola Lattus y Elsa Poblete, entre otros. Fue la entrada oficial de Chile como Óscar a la mejor película extranjera para la 81.ª ceremonia de entrega de los Premios de la Academia, pero no logró ser parte de la lista corta.

## Sinopsis
Es una película acerca de un hombre de unos 50 años obsesionado con el personaje Tony Manero, encarnado por John Travolta en la película Saturday Night Fever, dedicado a simular sus modismos y sus grandes despliegues de baile.
Es una película ambientada en Santiago de Chile en plena dictadura militar de Augusto Pinochet, en la cual el cineasta Pablo Larraín se esfuerza en otorgar un manto de “decadencia, violencia y oscuridad”, propias de la visión del autor para sus películas.
Raúl Peralta es el personaje principal de la película, un tipo de simple hablar cuya principal preocupación es encarnar lo más fielmente a su ídolo —Tony Manero—. Vive en una pensión de medio pelo que cuenta con un pequeño escenario que les sirve para ensayar sus rutinas de baile y donde presentarán la coreografía principal de la película norteamericana. 
Cuando comienza la trama, Peralta está intentando participar en un concurso de un popular programa de televisión (Festival de la Una) que cada semana busca "el doble de" y esta vez se busca al doble de Tony Manero.
Sus esfuerzos por emular a su ídolo y por conseguir ganar el concurso hacen que la película se desarrolle bajo un prisma bifocal que muestra los pocos escrúpulos del personaje y la cruda realidad de su entorno

## Elenco
- Alfredo Castro como Raúl Peralta.
- Amparo Noguera como Cony.
- Héctor Morales como Goyo.
- Elsa Poblete como Wilma.
- Paola Lattus como Pauli.
- Marcelo Alonso como Rumano.
- Maité Fernández como María.

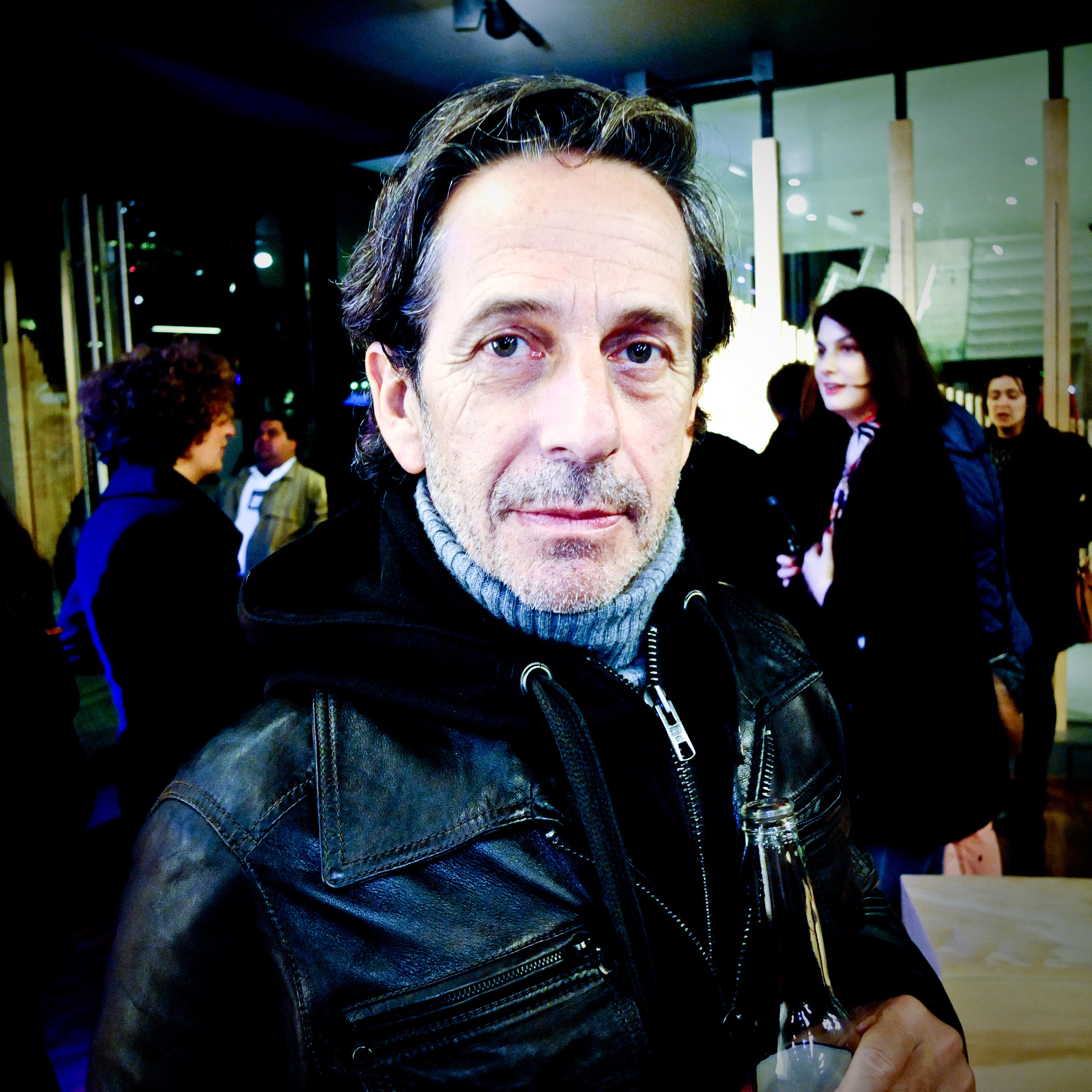
Alfredo Castro, actor que interpreta a Raúl Peralta.

- Antonia Zegers como Productora TV.
- Marcial Tagle como Vidrero.
- Rodrigo Pérez como Agente CNI 1.
- Pancho González como Agente CNI 2.
- Luis Uribe como Enrique.
- Greta Nilsson como Cajera.
- Enrique Maluenda como Animador del Festival de la Una (cameo)

## Premio

### Festival de Cine de Turín
| Año  | Categoría                 | Persona        | Resultado |
| ---- | ------------------------- | -------------- | --------- |
| 2008 | Mejor Película            | Pablo Larraín  | Ganadora  |
| 2008 | Mejor Actuación Masculina | Alfredo Castro | Ganador   |

### Festival Internacional de La Habana
| Año  | Categoría                   | Persona        | Resultado |
| ---- | --------------------------- | -------------- | --------- |
| 2008 | Grand Coral - Primer Premio | Pablo Larraín  | Ganadora  |
| 2008 | Mejor Actor                 | Alfredo Castro | Ganador   |

### Festival Internacional de Varsovia
| Año  | Premio                     | Persona       | Resultado |
| ---- | -------------------------- | ------------- | --------- |
| 2008 | Premio Especial del Jurado | Pablo Larraín | Ganador   |

### Premios Ariel
| Año  | Categoría                     | Persona       | Resultado |
| ---- | ----------------------------- | ------------- | --------- |
| 2009 | Mejor Película Iberoamericana | Pablo Larraín | Nominada  |

### Festival Internacional Cinemanila
| Año  | Categoría   | Persona        | Resultado |
| ---- | ----------- | -------------- | --------- |
| 2009 | Mejor Actor | Alfredo Castro | Ganador   |

### Festival Internacional de Estambul
| Año  | Categoría      | Persona       | Resultado |
| ---- | -------------- | ------------- | --------- |
| 2009 | Mejor Película | Pablo Larraín | Ganadora  |

### Festival Internacional de Róterdam
| Año  | Premio     | Persona       | Resultado |
| ---- | ---------- | ------------- | --------- |
| 2009 | Premio KNF | Pablo Larraín | Ganador   |